# Undone
Undone (englisch für ungeschehen) ist eine US-amerikanische, mit Rotoskopie animierte Dramedy-Fernsehserie von Kate Purdy und Raphael Bob-Waksberg, die am 13. September 2019 auf Prime Video veröffentlicht wurde. Im November 2019 wurde sie um eine zweite Staffel verlängert. Diese wurde am 29. April 2022 veröffentlicht.

## Handlung
Alma Winograd-Diaz, die mütterlicherseits mexikanisch-indigenen Hintergrund hat, erlitt mit 3 Jahren einen Gehörverlust und trägt seit dem 9. Lebensjahr ein Cochlea-Implantat. Ihre Großmutter väterlicherseits hatte Schizophrenie und ihr Vater, ein Professor für Theoretische Physik, der über Zeitreisen geforscht hatte, starb gemeinsam mit einer Studentin bei einem Autounfall, als Alma noch klein war.
Nach der Verlobungsfeier ihrer Schwester Becca baut Alma nach einem Streit mit ihr einen Autounfall und landet im Krankenhaus. Nachdem sie aus einem Koma aufwacht, kann sie ihren toten Vater sehen und lernt von ihm ihre Fähigkeit, die Zeitachse zu verschieben, um an den Abend seines Todes zu reisen und diesen zu verhindern. Er kann sich selbst nicht mehr an alles vor dem Unfall erinnern und weiß nicht, wie dieser passiert ist. Gemeinsam mit ihrem Freund Sam forscht sie nach, wer ihren Vater ermordet haben könnte, aber als ihr nach Beccas Hochzeit gelingt, zu dem Halloween-Abend zu springen, müssen Alma und ihr Vater erkennen, dass er sich selbst und die Studentin Farnaz umgebracht hat. Er verändert das Geschehen, indem er diesmal die auslösende Situation vermeidet.
Am Ende bleibt offen, ob ihr Vater dadurch in der Gegenwart wieder zurückkommt und ob alles wirklich passiert ist oder durch Almas psychische Krankheit eingebildet war.

## Besetzung und Synchronisation
Die deutschsprachige Synchronisation entsteht nach einem Dialogbuch und unter der Dialogregie von Matthias Lange durch die Synchronfirma Scalamedia Studios.

### Hauptdarsteller
| Rolle               | Beschreibung             | Folgen                                 | Schauspieler               | Synchronsprecher |
| ------------------- | ------------------------ | -------------------------------------- | -------------------------- | ---------------- |
| Alma Winograd-Diaz  | Protagonistin            | 1.01–2.08                              | Rosa Salazar               | Anja Stadlober   |
| Alma Winograd-Diaz  | Protagonistin            | 1.02, 1.05–2.02, 2.07                  | jung: Luna-Marie Katich    | Marlene Schick   |
| Alma Winograd-Diaz  | Protagonistin            | 1.04–1.05                              | 3 Jahre: Kristalyn Ibarra  |                  |
| Becca Winograd-Diaz | Almas Schwester          | 1.01–2.08                              | Angelique Cabral           | Natascha Geisler |
| Becca Winograd-Diaz | Almas Schwester          | 1.02, 1.05–1.06, 1.08, 2.02, 2.04–2.05 | jung: Giorgie Luck Vasquez | Nele Richter     |
| Camila Diaz         | Almas und Beccas Mutter  | 1.01–2.08                              | Constance Marie            | Iris Artajo      |
| Jacob Winograd      | Almas und Beccas Vater   | 1.01–2.08                              | Bob Odenkirk               | Michael Pan      |
| Jacob Winograd      | Almas und Beccas Vater   | 1.05, 2.06, 2.07                       | Alexander Morehead         | Mika Hinz        |
| Sam (Sanjeev)       | Almas Lebensgefährte     | 1.01–2.02, 2.08                        | Siddharth Dhananjay        | Konrad Bösherz   |
| Tunde               | Almas Boss der Vorschule | 1.01–1.06, 1.08                        | Daveed Diggs               | Rainer Fritzsche |

### Nebendarsteller
| Rolle                | Beschreibung          | Folgen                                | Schauspieler              | Synchronsprecher       |
| -------------------- | --------------------- | ------------------------------------- | ------------------------- | ---------------------- |
| Reed Hollingsworth   | Beccas Verlobter      | 1.01–1.02, 1.04, 1.06–1.07, 2.01–2.03 | Kevin Bigley              | Bastian Sierich        |
| Beth Hollingsworth   | Reeds Mutter          | 1.01–1.02, 1.06–1.07                  | Jeanne Tripplehorn        | Anke Reitzenstein      |
| Layton Hollingsworth | Reeds Vater           | 1.01–1.02, 1.07                       | John Corbett              | Thomas Nero Wolff      |
| Thomas               | Barkeeper             | 1.01, 1.04                            | Nicholas Gonzalez         | Leonhard Mahlich       |
| Miguel               | Pater der Kirche      | 1.01, 1.06, 1.08                      | Tyler Posey               | Sebastian Kluckert     |
| Farnaz               | Studentin von Jacob   | 1.03–1.05, 1.07–1.08, 2.03, 2.06      | Sheila Vand               | Damineh Hojat          |
| Charlie Banderhorn   | Jacobs Sponsor        | 1.04, 1.06–1.07                       | Brad Hall                 | Ronald Nitschke        |
| Cassie               | Vorschulkinder        | 1.01, 1.03–1.04, 1.07–1.08            | Nova Snow Reed            | Nele Zech              |
| Oliver               | Vorschulkinder        | 1.01, 1.03–1.04, 1.07                 | Percy Daggs IV            | Emile Ismailov Chiriac |
| Ruchel/Geraldine     | Jacobs Mutter         | 1.04–1.05, 2.05–2.08                  | Holley Fain               | Sabine Mazay           |
| Ruchel/Geraldine     | Jacobs Mutter         | 2.06–2.08                             | jung: Veda Cienfuegos     | Derya Flechtner        |
| Rosario Alejandro    | Heilerin              | 1.07, 2.01, 2.04, 2.08                | Alma Martinez             | Cecilia Pillado        |
| Padre Reyes          | Camilas erster Freund | 2.03                                  | Santiago Cabrera          | Manolo Palma           |
| Monse                | Camilas Schwester     | 2.03, 2.08                            | Ana Ortiz                 | Carolina Vera          |
| Monse                | Camilas Schwester     | 2.03                                  | jung: Paloma Lebenzon     |                        |
| Fabiola              | Camilas Mutter        | 2.03, 2.08                            | Renée Victor              | Sabina Trooger         |
| Alejandro            | Camilas Sohn          | 2.05, 2.07–2.08                       | Carlos Santos             | Karim El Kammouchi     |
| Alejandro            | Camilas Sohn          | 2.05, 2.07–2.08                       | jung: Ryan Anderson Lopez |                        |

## Episodenliste

### Staffel 1
| Nr. (ges.) | Nr. (St.) | Deutscher Titel             | Originaltitel               | Erstveröffentlichung USA | Deutschsprachige Erstveröffentlichung (D) | Regie         | Drehbuch                          |
| --- | --------- | --------------------------- | --------------------------- | ------------------------ | ----------------------------------------- | ------------- | --------------------------------- |
| 1 | 1         | Der Unfall                  | The Crash                   | 13. Sep. 2019            | 13. Sep. 2019                             | Hisko Hulsing | Kate Purdy & Raphael Bob-Waksberg |
| Alma begießt mit ihrer Schwester deren Verlobung in einer Bar. Nach einem Dinner für das verlobte Paar trennt Alma sich von ihrem Freund Sam, obwohl sie ihm zuvor sagt, dass sie ihn liebt, denn sie möchte nicht sesshaft werden. Als Alma und Becca erneut in der Bar trinken, nehmen sie anschließend den Barkeeper Tomas mit nach Hause und Becca schläft mit ihm, wofür sie am folgenden Tag Alma die Schuld gibt. Aufgewühlt baut diese daraufhin einen Autounfall, als sie plötzlich ihren toten Vater vor sich sieht. |           |                             |                             |                          |                                           |               |                                   |
| 2 | 2         | Das Krankenhaus             | The Hospital                | 13. Sep. 2019            | 13. Sep. 2019                             | Hisko Hulsing | Kate Purdy & Raphael Bob-Waksberg |
| Im Krankenhaus erinnert Alma sich an den Halloween-Abend, als ihr Vater gestorben ist: Er war mit ihr Süßigkeiten sammeln gegangen, hat sie aber nach einem Anruf von der Arbeit stehengelassen. Als Alma am Morgen von einer Polizistin nach Hause gebracht wurde, erfuhr sie, dass ihr Vater nicht wieder da ist. Nachdem sie aus einem zweiwöchigen Koma erwacht ist, kann sie sich nicht mehr daran erinnern, sich von Sam getrennt zu haben, und ihre Wahrnehmung von Besuchen ihr Nahestehender ist surreal, nicht chronologisch und sich wiederholend wie in einer Zeitschleife. Ihr Vater erklärt ihr, der Unfall habe ihr temporales Verständnis umgekrempelt und ihr die Fähigkeit verliehen, die Dinge nicht mehr nur linear zu sehen. Er will ihre Fähigkeiten weiterentwickeln, damit sie ihm helfen kann, den Lauf der Dinge zu ändern. |           |                             |                             |                          |                                           |               |                                   |
| 3 | 3         | Hosentaschen Blackjack      | Handheld Blackjack          | 13. Sep. 2019            | 13. Sep. 2019                             | Hisko Hulsing | Kate Purdy & Raphael Bob-Waksberg |
| Als Alma wieder zuhause ist, fällt ihr auf, dass Bilder anders hängen und später dass das Sofa anders steht. Durch ihre neue Wahrnehmung sieht sie mehr Dinge und verpasst wiederum Zeitabschnitte, wovon sie überfordert ist. Ihr Boss in der Vorschule macht sich daher Sorgen, ob sie schon wieder bereit ist zu arbeiten. Ihr Vater zeigt ihr eine Erinnerung, wie er eine Vorlesung über das Thema Zeitreisen gehalten hat und einer Studentin seine Forschung gezeigt hat. Als Anker in der physischen Welt schenkt er ihr ein Spiel „Hosentaschen-Blackjack“ aus einer Kiste auf dem Dachboden ihrer Mutter mit Dingen ihres Vaters und über den Unfall. In der Nacht nimmt sie diese Kisten zu sich nach Hause, um nachzuforschen, wer ihn ermordet haben könnte. |           |                             |                             |                          |                                           |               |                                   |
| 4 | 4         | Die Schlüssel bewegen       | Moving The Keys             | 13. Sep. 2019            | 13. Sep. 2019                             | Hisko Hulsing | Kate Purdy & Raphael Bob-Waksberg |
| Ihr Vater gibt Alma die Aufgabe, Schlüssel zu bewegen, indem sie an einen Zeitpunkt springt, an dem sie nicht da sind. Almas Mutter regt sich auf, dass diese Dinge aus ihrem Haus genommen hat, und fordert sie auf, zur Psychiaterin zu gehen. Diese gibt Alma ein Rezept für Pillen, welches sie aber nicht einlöst. Bei einem Besuch nimmt daher ihre Mutter sich das Rezept. In der Bar treffen Alma und Sam auf Becca und ihren Verlobten Reed und Sam erkennt, dass Becca mit dem Barmann geschlafen hat; für sein Stillschweigen weist sie ihn auf seine Lüge Alma gegenüber hin, dass er ihr verheimlicht, dass sie sich von ihm getrennt hatte. Alma verdächtigt den damaligen Freund der Studentin Farnaz („Der Freund ist immer der Täter.“), aber ihr Vater sagt, sie seien wegen seiner Forschung ermordet worden. Er zeigt ihr seinen Forschungssponsor Charlie Banderhorn von American Freedom Corp und behauptet, dieser habe es getan. Als ihre Mutter Alma die Pillen bringt, führt die Aufregung darüber schließlich dazu, dass sie die Erinnerung an ihre Trennung von Sam erlebt. |           |                             |                             |                          |                                           |               |                                   |
| 5 | 5         | Damit allein (Du hast mich) | Alone In This (You Have Me) | 13. Sep. 2019            | 13. Sep. 2019                             | Hisko Hulsing | Kate Purdy                        |
| Almas Vater zeigt ihr die Erinnerung an einen Besuch der Familie am Baño del Rey, wo sie einem Nahua-Priester begegneten. Dies brachte ihren Vater auf die Idee, die Hirnventrikel von Schamanen und Patienten mit Schizophrenie zu betrachten, aber Alma versichert er, keine Experimente mit ihr durchgeführt zu haben. Außerdem konfrontiert Alma Sam mit seiner Lüge; sie empfindet es als Vertrauensbruch, dass er ihr vorgespielt hat, sie seien noch zusammen. Er verteidigt sich, dass er sich den Umständen angepasst habe und eine stabile Umgebung schaffen wollte. Sie sieht Erinnerungen aus ihrer und Sams Kindheit und ist nicht mehr sauer auf ihn, weil er der einzige sei, der sie versteht. Gegen den Willen ihres Vaters erzählt sie Sam, dass dieser ihr erscheint. |           |                             |                             |                          |                                           |               |                                   |
| 6 | 6         | Gebete und Visionen         | Prayers And Visions         | 13. Sep. 2019            | 13. Sep. 2019                             | Hisko Hulsing | Lauren Otero                      |
| Almas Mutter erhält von dem Pater der Kirche die Ehre, die Osterkerze anzünden zu dürfen, und erzählt ihm, dass Alma ihre Pillen nicht nimmt. Bei ihren Recherchen finden Alma und Sam heraus, dass es am Abend des Unfalls einen Einbruch im Labor ihres Vaters gegeben hatte. Als sie mit der Campus Security sprechen, spürt Alma, dass auch diese einen familiären Verlust erlitten hat, und kann sie so überzeugen, ihnen Unterlagen zum Einbruch zu geben. Sie finden über eine Liste der befragten Personen Farnaz' Freund Darrold, der ihrem Vater die Schuld gibt. Nach der Osterkerzenzeremonie spricht Pater Miguel Alma auf die Pillen an. Als diese sagt, ihr gehe es gut, stellt er sich auf ihre Seite, und ihre Mutter fühlt sich verraten, weil er nicht weiß, wie schlimm es wirklich um Alma steht. Am nächsten Tag erhalten Alma und Sam eine Mail von Banderhorns Konzern Global Creaton Associates und Alma will sich mit ihm treffen, aber Sam ist skeptisch, ob das eine gute Idee ist. |           |                             |                             |                          |                                           |               |                                   |
| 7 | 7         | Die Hochzeit                | The Wedding                 | 13. Sep. 2019            | 13. Sep. 2019                             | Hisko Hulsing | Joanna Calo                       |
| Am Tag der Hochzeit von Becca und Reed trifft Alma unter dem Decknamen Amber sich mit Charlie Banderhorn, aber als sie nach ihrem Vater fragt, merkt dieser, wer sie wirklich ist. Charlie versichert ihr, die Forschung ihres Vaters sei nutzlos gewesen und sie werde die gesuchte Antwort nicht finden. Durch dieses Treffen kommt sie zu einem Termin mit Becca zu spät und im Streit mit ihr ruft sie laut, dass diese ihren Verlobten betrogen hat. Sie schafft es, in der Zeit zurückzuspringen und ihren Fehler zu korrigieren. Ihr Vater bringt sie an den Moment seines Unfalls, aber sie kann sich dort nicht halten. Alma besucht eine im selben Hotel wie die Hochzeit stattfindende Bar Mitzvah, bei der Nahuas einen traditionellen Tanz aufführen. Als sie den Tanz mit ihren Vorschulkindern nachmacht, sieht sie im Spiegel den Halloween-Abend und springt hindurch. |           |                             |                             |                          |                                           |               |                                   |
| 8 | 8         | Der Halloween-Abend         | The Halloween Night         | 13. Sep. 2019            | 13. Sep. 2019                             | Hisko Hulsing | Elijah Aron                       |
| Alma und ihr Vater landen bei dem Moment, als er sie nach dem erhaltenen Anruf stehengelassen hat. Beim Labor sehen sie, dass es Almas Mutter war, die eingebrochen ist, um Alma dort zu suchen, weil ihr Vater Experimente an ihr durchgeführt hat. Sie macht Schluss mit ihm und Farnaz will ihn wegen seiner illegalen Aktivitäten beim Dekan melden, aber er überzeugt sie, sie erstmal nach Hause zu fahren. Almas Vater will sie davon abhalten, diese auch für ihn neuen Erinnerungen, die ihn belasten, weiter anzusehen, aber Alma zwingt ihn, dabei zu bleiben. Sie sehen bei der Autofahrt, dass dieser sich mit Farnaz in den Selbstmord gefahren hat. Alma und ihr Vater springen zum Moment, als er sie verlassen hat; er übernimmt die Kontrolle über sein altes Ich und ignoriert den Anruf von Farnaz. Da wacht Alma von ihrem Zusammenstoß gegen den Spiegel wieder auf. Von zuhause fährt sie gegen den Widerstand von Sam und ihrer Mutter zum Baño del Rey, wo sie erwartet, dass ihr Vater aus einer Höhle zurückkommen wird. Becca, die Reed den Seitensprung gestanden hat, fliegt ihr nach und wartet mit Alma bis zum nächsten Morgen, aber ihr Vater ist nicht gekommen. Als Alma wieder allein ist, geht die Sonne auf und sie scheint doch etwas zu sehen. |           |                             |                             |                          |                                           |               |                                   |

### Staffel 2
| Nr. (ges.) | Nr. (St.) | Deutscher Titel         | Originaltitel          | Erstveröffentlichung USA | Deutschsprachige Erstveröffentlichung (D) | Regie         | Drehbuch                      |
| ---------- | --------- | ----------------------- | ---------------------- | ------------------------ | ----------------------------------------- | ------------- | ----------------------------- |
| 9          | 1         | Die Höhle               | The Cave               | 29. Apr. 2022            | 29. Apr. 2022                             | Hisko Hulsing | Kate Purdy                    |
| 10         | 2         | Das Gemälde             | The Painting           | 29. Apr. 2022            | 29. Apr. 2022                             | Hisko Hulsing | Elijah Aron                   |
| 11         | 3         | Mexiko                  | Mexico                 | 29. Apr. 2022            | 29. Apr. 2022                             | Hisko Hulsing | Gonzalo Cordova               |
| 12         | 4         | Abbild                  | Reflections            | 29. Apr. 2022            | 29. Apr. 2022                             | Hisko Hulsing | April Shih                    |
| 13         | 5         | Lunge                   | Lungs                  | 29. Apr. 2022            | 29. Apr. 2022                             | Hisko Hulsing | Carmiel Banasky               |
| 14         | 6         | Hilf mir                | Help Me                | 29. Apr. 2022            | 29. Apr. 2022                             | Hisko Hulsing | Mehar Sethi                   |
| 15         | 7         | Wiedergutmachung        | Rectify                | 29. Apr. 2022            | 29. Apr. 2022                             | Hisko Hulsing | Elijah Aron & Patrick Metcalf |
| 16         | 8         | Wir haben uns alle lieb | We All Love Each Other | 29. Apr. 2022            | 29. Apr. 2022                             | Hisko Hulsing | Kate Purdy                    |

## Hintergrund

### Produktion und Animation
Undone stammt von einem Team hinter der Animationsserie BoJack Horseman: dessen Schöpfer Raphael Bob-Waksberg und der für eine Episode mit einem Writers Guild of America Award ausgezeichneten Autorin Kate Purdy. Auch die Episodenautoren Joanna Calo und Elijah Aron (der in Der Halloween-Abend einen Cameo-Auftritt hat), schrieben für BoJack Horseman. Mit der Produktionsfirma Tornante Company arbeitete Bob-Waksberg 2019 bereits für Tuca & Bertie zusammen. Die Rotoskopie-Animation fand im texanischen Studio Minnow Mountain und die Malarbeiten in dem niederländischen Studio Submarine statt, wo Regisseur Hisko Hulsing, bekannt für Cobain: Montage of Heck, das Animationsteam leitete. Produzent Tommy Polotta hat bereits für die Filme Waking Life und A Scanner Darkly – Der dunkle Schirm mit der Rotoskopietechnik gearbeitet.
Beim Schreiben war Undone von Purdy und Bob-Waksberg zunächst als Live-Action geplant, aber sie entschieden sich dann, Animation würde besser passen, die Realität zu verzerren. Hulsing schlug dafür die Rotoskopietechnik vor, mit der man alles an kleinstem Ausdruck und Emotionalität in der Performance der Schauspieler aufnehmen könne. Undone ist für Amazon die erste halbstündige Animationsserie und die erste vollständig mit Rotoskopie animierte Serie überhaupt. Die Hintergründe wurden in Ölfarbe gemalt.

### Hintergrund der Figuren
Der Handlungsort San Antonio, was Purdys Heimatstadt war, hat einen Anteil von 60 % Hispanics, sodass Purdy das Gefühl hatte, diese Repräsentation sei notwendig. Die Schauspielerinnen Salazar, Marie und Cabral sprachen über die Bedeutung einer Serie, die drei lateinamerikanische Frauen in Hauptrollen zeigt, ohne dass ihre Herkunft im Fokus steht. Die angeführten schamanistischen Lehren hat Purdy zum größten Teil von einem Freund mit toltekischem, aztekischen und Maya-Hintergrund erfahren. Das Team arbeitete beim Dreh auch mit Beratern für indigene Kultur und einem Schamanen aus Zentralmexiko zusammen.
Auch Almas Kampf mit psychischen Krankheiten stammt von Purdy, die selbst mit einigen kämpfte und ihre Erfahrungen in der Serie ausdrücken wollte: „2012 hatte ich einen Nervenzusammenbruch und kämpfte mit Depressionen und Ängsten und wusste nicht, was ich dagegen tun sollte. […] Es gibt eine Geschichte psychischer Krankheiten in meiner Familie und ich hatte immer die Angst, meinen Verstand zu verlieren.“ Ihre Großmutter Geraldine – wie auch Almas benannt ist – hatte Schizophrenie, und Purdy entdeckte in ihrer Beschäftigung mit psychischen Krankheiten alternative Heilmethoden und traf sich mit Schamanen in aller Welt: Als Ergebnis sehe sie unsere Welt und unsere Einstellung zu psychischer Gesundheit in einem neuen Licht.

### Festivalvorführungen
Die ersten beiden Episoden wurden vorab im Juni auf dem ATX Festival in Austin (Texas) und im Juli auf der San Diego Comic-Con International gezeigt.

## Rezeption
Undone wird einhellig äußerst positiv aufgenommen und bewertet. Bei der IMDb erreicht sie eine Bewertung von 8,3; bei Rotten Tomatoes eine Kritikerbewertung von 100 % positiven Wertungen mit einem Durchschnitt von 8,25/10 Punkten und eine Zuschauerbewertung von 96 %; Metacritic errechnet aus 12 positiven Kritiken einen Wert von 89 %.
Die Serie wird von den Kritikern insbesondere für die Animation und Bilder, für die Geschichte und Charaktertiefe gepriesen, auch beides im Zusammenspiel. So schreibt Ben Travers von Indiewire, dass Animation und Drehbuch einander hin zu einer neuen, einzigartigen Form des Fernsehens ergänzen. Viele Kritiker sehen die Serie qualitativ an der Spitze: Für Allison Shoemaker von rogerebert.com ist sie die „perfekte Hochzeit zwischen Story und Stil“ und „Amazons beste Serie, entweder wegen ihrer technischen Leistungen oder ihrer erzählerischen Kraft“; für Kelly Lawler der USA Today, die vier von vier Sternen vergibt, die beste neue Serie in diesem Herbst. Liam Matthews von TV Guide findet sie „eine der besten Shows des Jahres, eine außergewöhnliche Vereinigung von Stil und Substanz“ und Judy Berman für die Time nennt sie „die perfekte Sci-Fi-Serie für 2019“.